# Naked (álbum)
Naked es el décimo álbum de estudio de Joan Jett and the Blackhearts. El disco fue publicado solamente en tierras japonesas el 27 de abril de 2004.

## Lista de canciones
| N.º | Título                                          | Duración |  |
| 1.  | «Naked»                                         | 4:07     |  |
| 2.  | «Bad Time» (JJ Mix)                             | 4:59     |  |
| 3.  | «Fetish»                                        | 3:22     |  |
| 4.  | «Androgynous» (Cover of The Replacements)       | 3:08     |  |
| 5.  | «Science Fiction/Double Feature» (Punk version) | 3:54     |  |
| 6.  | «Right in the Middle»                           | 3:48     |  |
| 7.  | «Turn It Around»                                | 3:45     |  |
| 8.  | «Everyone Knows»                                | 3:10     |  |
| 9.  | «Baby Blue»                                     | 4:05     |  |
| 10. | «Kiss on the Lips»                              | 3:22     |  |
| 11. | «Watersign»                                     | 3:10     |  |
| 12. | «Tube Talkin'»                                  | 3:37     |  |
| 13. | «Season of the Witch» (Cover de Donovan)        | 5:03     |  |
| 14. | «Bad Time» (Monster Mix)                        | 5:00     |  |
| 15. | «Can't Live Without You»                        | 2:34     |  |
| 16. | «Five»                                          | 5:16     |  |

## Créditos
- Joan Jett - guitarra, voz
- Doug Cangialosi - guitarra
- Sami Yaffa - bajo
- Thommy Price - batería
- Kenny Laguna - teclados, producción